# Rie Tanaka
Rie Tanaka (田中 理恵?, Tanaka Rie; Sapporo, 3 gennaio 1979) è una doppiatrice e cantante giapponese.
È famosa soprattutto per la sua interpretazione di Suigintou della serie delle bambole animate Rozen Maiden, di Chii nel cartone animato Chobits e di Sammy nell'anime Time of Eve.
Fin da bambina, Tanaka prese lezioni di canto e si esibì in alcuni concerti. Dopo essersi diplomata prese parte ad una delle più popolari società di animazione di Tokyo e iniziò a cantare parti per alcuni dei suoi personaggi. Ha un fan club chiamato Café de Rie. Ha qualche animale come un gattino e anche un cucciolo. Non parla bene l'inglese. Ha inciso due album: 24 Wishes e Garnet, che però non hanno avuto molto successo. Inoltre è anche un membro delle 'Singing Angels', un trio di cantanti composto dalle tre doppiatrici principali di Steel Angel Kurumi, insieme a Atsuko Enomoto e Masayo Kurata. Da sola ha cantato Yasashii jikan no naka de (Time of Tenderness), sigla finale dell'ultimo episodio dell'anime Time of Eve, nel quale interpreta Sammy, l'androide di famiglia del protagonista Rikuo.

## Doppiaggio

### Serie animate
- Morgana in .hack//Sign
- Kanae Kuroshiba in 11eyes CrossOver
- Simca in Air Gear
- Shina Mitsuki in Akaneiro ni somaru saka
- Kingyo no Ran in Angel Tales
- Hiria in Dungeon Fighter Online
- Shimazaki in Arakawa Under the Bridge
- Shuri Kurosaki in Asura Cryin'
- Fubuki Haruyama in Atashinchi
- Yomi in Azumanga daiō
- Matsuri Tamagawa in Burn Up Scramble
- Sei in Burst Angel
- Alice Bivorio Basskreigh in C³
- Liang Qi in Canaan
- Chi/Elda/Freya in Chobits
- Icy e Ivis in Cosmic Break
- Towa-chan in D.N.Angel
- Sophia in Doraemon: Nobita's Great Battle of the Mermaid King
- Mitsuki Sanada in Dual! Parallel Trouble Adventure
- Sammy in Eve no Jikan
- Ren Mikihara in Full Metal Panic? Fumoffu
- Hikari Kujo/Shiny Luminous in Pretty Cure Max Heart, Eiga Futari wa Pretty Cure Max Heart, Pretty Cure Max Heart 2 - Amici per sempre, Eiga Pretty Cure All Stars DX - Minna tomodachi Kiseki no zenin daishūgō!, Eiga Pretty Cure All Stars DX 2 - Kibō no hikari Rainbow Jewel wo mamore!, Eiga Pretty Cure All Stars DX 3 - Mirai ni todoke! Sekai wo tsunagu Niji-iro no hana, Eiga Pretty Cure All Stars New Stage 2 - Kokoro no tomodachi, Eiga HUGtto! Pretty Cure Futari wa Pretty Cure - All Stars Memories e Power of Hope: Pretty Cure Full Bloom
- Haruki Kaoru in GetBackers
- Suigintou in Gothic wa Mahou Otome
- Ayaka Usami in Gravitation
- Female Warlock in Granado Espada
- Mariel in Hanaukyo Maid Tai e Hanaukyo Maid Tai La Verite
- Hiroko Matsukata in Hataraki man
- Misaki Yamamoto in Hatsukoi limited
- Maria in Hayate no Gotoku, Hayate no Gotoku 2ª stagione e Hayate the Combat Butler! Heaven Is a Place on Earth
- Akane Sawai in Hell Girl
- Nomura in Higurashi no Naku Koro ni Kai, Higurashi no naku koro ni Kira (OVA) e Higurashi no naku koro ni Kaku: Outbreak (OVA)
- Nishizumi Maho in Girls und Panzer
- Kirie Fujou in Kara no kyōkai
- Bianchi, Hibird, Uri in Katekyo Hitman Reborn!
- Eriko Futami in Kimikiss pure rouge e KimiKiss (PS2)
- Ageha Kuki in Kimi ga Aruji de Shitsuji ga Ore de
- Juana in Kyōkai Senjō no Horizon
- Satsuki (Drama CD) in Kaichō wa Maid-sama
- Monica Lange, Miranda Merin in Macross Frontier
- Tomoe Marguerite in My-Otome e Mai-Otome Zwei (OVA)
- Rein Suzushiro in Memories Off 6: T-wave
- Kaken Musume in Miami Guns
- Michiru Onigawara in MM!
- Sayara Yamanobe in Mnemosyne: Mnemosyne no Musumetachi
- Lacus Clyne in Mobile Suit Gundam SEED e Mobile Suit Gundam SEED Destiny
- Meer Campbell in Mobile Suit Gundam SEED Destiny
- Riyoko Ikeuchi in Moonlight Mile e Moonlight Mile 2ª stagione -Touch Down-
- Ghibli Cheering Section in I miei vicini Yamada
- Saori, Mars Pokémon
- Orina in Psychic Academy (ONA)
- Nyx/Nix in Queen's Blade
- Afrodite in Record of Ragnarok
- Lula in Red Garden
- Takane Kiku in Ring ni Kakero
- Kyōko Yachigusa in Rizelmine
- Suigintou in Rozen Maiden
- Suigintou in Rozen Maiden: Wechseln Sie Welt ab
- Yayoi in Sadamitsu the Destroyer
- Chizuru Aizawa in Shinryaku! Ika Musume e Shinryaku!? Ika Musume
- Xanthippe in Sora Kake Girl
- Saki in Steel Angel Kurumi
- Minna-Dietlinde Wilcke in Strike Witches e Strike Witches 2
- Tenitsu in Shōnen Onmyōji
- Murno in Summon Night Craft Sword Monogatari: Hajimari no Ishi
- Sakuya Izayoi in Touhou Musou Kakyou
- Yuri Koigakubo in Toradora!
- Akira Kayama in Uchuu no Stellvia
- Sanada in UFO Princess Valkyrie
- Treyni in That Time I Got Reincarnated as a Slime
- Mariabelle in Yozakura Quartet
- Vivian Wong in Yu-Gi-Oh! Duel Monsters
- Sakuya Haibara in Zero: Tsukihami no Kamen
- Suzuhara, Misa Zettai Junpaku♡Mahou Shoujo

### Videogiochi
- Azur Lane (HMS Duke of York, HDN Purple Heart)
- Blaze Union: Story to Reach the Future (Medoute, Zilva)
- BlazBlue: Cross Tag Battle (Mitsuru Kirijo, Nine the Phantom; dalla patch 2.0 in poi)
- BlazBlue Alternative: Dark War (Nine the Phantom)
- Blue Archive (Mimori Mizuha)
- Cyberdimension Neptunia: 4 Goddesses Online (Neptune/Purple Heart)
- Dissidia Final Fantasy: Opera Omnia (Faris Scherwiz)
- Dragalia Lost (Ariel, Rose Queen)
- Dragon Quest Rivals (Milly)
- Drakengard 3 (One)
- Fate/EXTRA CCC (Kiara Sesshōin)
- Fate/Grand Order (Kiara Sesshōin)
- Final Fantasy Type-0 (Emina Hanaharu)
- Final Fantasy XIV: A Realm Reborn (Kan-E-Senna)
- Final Fantasy XIV: Heavensward (Kan-E-Senna)
- Final Fantasy XIV: Stormblood (Sadu, Kan-E-Senna)
- Final Fantasy XIV: Shadowbringers (Kan-E-Senna)
- Final Fantasy XIV: Endwalker (Ameliance Leveilleur, Sadu, Garuda)
- Fire Emblem Heroes (Elimine, Lucia)
- Genshin Impact (Lisa)
- Goddess of Victory: Nikke (Isabel)
- Granblue Fantasy (Rosetta)
- Granblue Fantasy: Versus (Rosetta)
- Granblue Fantasy: Versus Rising (Rosetta)
- Granblue Fantasy: Relink (Rosetta)
- Honkai Impact 3rd (Murata Himeko)
- Honkai: Star Rail (Himeko)
- Hyperdimension Neptunia (Neptune/Purple Heart)
- Hyperdimension Neptunia Mk2 (Neptune/Purple Heart)
- Hyperdimension Neptunia Victory (Neptune/Purple Heart)
- Hyperdimension Neptunia: Producing Perfection (Neptune/Purple Heart)
- Hyperdevotion Noire: Goddess Black Heart (Neptune/Purple Heart)
- Hyperdimension Neptunia U: Action Unleashed (Neptune/Purple Heart)
- Luminous Arc 2 (Sophia)
- Magna Carta: Tears of Blood (Elaine Crane)
- Marvel vs. Capcom 3: Fate of Two Worlds (Morrigan Aensland)
- Mega Man Zero (Ciel)
- Mega Man Zero 2 (Ciel)
- Mega Man Zero 3 (Ciel)
- Mega Man Zero 4 (Ciel)
- Mega Man X DiVE (Ciel)
- Megadimension Neptunia VII (Neptune/Purple Heart/Next Purple, Neptune (Zero Dimension))
- MegaTagmension Blanc + Neptune vs Zombies (Neptune/Purple Heart)
- Metaphor: ReFantazio (Joanna Tarar Calendula)
- Namco × Capcom (Ki, Sylphie)
- Neptunia Game Maker R:Evolution (Older Neptune/Neptune (Zero Dimension), Neptune/Purple Heart)
- Neptunia Riders VS Dogoos (Neptune/Purple Heart, Neptune (Zero Dimension))
- Neptunia: Sisters VS Sisters (Neptune/Purple Heart)
- Neptunia Virtual Stars (Neptune/Purple Heart)
- Neptunia x Senran Kagura: Ninja Wars (Neptune/Purple Heart)
- Nine Hours, Nine Persons, Nine Doors (Lotus/Hazuki Kashiwabara)
- Nioh (Nohime)
- Nioh 2 (Nohime)
- Octopath Traveler II (Throne Anguis)
- Persona 3 (Mitsuru Kirijo)
- Persona 4 Arena (Mitsuru Kirijo)
- Persona 4 Arena Ultimax (Mitsuru Kirijo)
- Persona Q: Shadow of the Labyrinth (Mitsuru Kirijo)
- Persona 3: Dancing in Moonlight (Mitsuru Kirijo)
- Persona Q2: New Cinema Labyrinth (Mitsuru Kirijo)
- Persona 3 Reload (Mitsuru Kirijo)
- Phantasy Star Portable (Karen Erra, Helga Neumann)
- Phantasy Star Universe (Karen Erra)
- Pokémon Masters EX (Sabrina)
- Project X Zone (Morrigan Aensland)
- Project X Zone 2 (Morrigan Aensland)
- Queen's Blade: Spiral Chaos (Mina Majikina, Nyx)
- Resident Evil Village (Bela Dimitrescu)
- Rune Factory: Frontier (Cinnamon)
- Senran Kagura: Estival Versus (Jasmine)
- Senran Kagura: Peach Beach Splash (Jasmine, Neptune/Purple Heart)
- Shinobi Master Senran Kagura: New Link (Jasmine)
- Shin Megami Tensei: Devil Survivor 2 - Record Breaker (Miyako Hotsuin)
- SINoALICE (One, Suigintou)
- Skullgirls 2nd Encore (Parasoul)
- Super Neptunia RPG (Neptune/Purple Heart)
- Superdimension Neptune VS Sega Hard Girls (Neptune/Purple Heart)
- Tales of Xillia 2 (Vera)
- Tears to Tiara: Wreath of the Earth (Octavia)
- Tears to Tiara Anecdotes: The Secret of Avalon (Octavia)
- Teppen (Morrigan Aensland)
- The Legend of Heroes: Trails from Zero (Mariabell Crois)
- The Legend of Heroes: Trails to Azure (Mariabell Crois)
- The Legend of Heroes: Akatsuki no Kiseki (Mariabell Crois)
- The Legend of Heroes: Trails of Cold Steel IV (Margarita Dresden, Mariabell Crois)
- Ultimate Marvel vs. Capcom 3 (Morrigan Aensland)
- World of Final Fantasy (Faris Scherwiz)
- Xenoblade Chronicles 3 (Masha)

### Ruoli di doppiaggio
- Polly Prince in Along Came Polly
- Principessa Gommarosa (Hynden Walch) in Adventure Time (Doppiata in italiano da Valentina Mari)
- October (Tobe) in Down in the Valley
- Miranda in King of California
- Katherine "Kat" Manx in Power Rangers S.P.D.